# 戰略特勤組
《戰略特勤組》（英語：Unthinkable）是2010年上映的美國驚悚片，由格雷戈爾·喬丹導演，山繆·傑克森、麥可·辛、凱莉-安·摩絲、布蘭登·勞斯、吉爾·貝羅斯、馬丁·多諾萬及史蒂芬·魯特主演。內容講訴美國政府對一名可能危害上千萬人的炸彈犯刑求逼供所產生的爭議，充分詮釋道德絕對主義與效益主義的看法衝突。

## 劇情
一名美國穆斯林男子尤瑟夫（麥可·辛），透過錄影帶向政府預告他放置在美國各都市的三枚核彈將會爆炸，除非滿足他的要求。聯邦調查局 探員海倫·布洛迪（凱莉-安·摩絲）和她的團隊看到新聞後展開調查，後來他們被召集到一所高中，此地已被改造成一個由軍方指揮的秘密調查基地。
一個神秘的審問官“H”（山繆·傑克森），負責刑求尤瑟夫迫其透露核彈的位置。審問室設在學校的體育館內一個小隔間，可以從審問室的玻璃看見內部，因為H的手段相當兇殘，探員布洛迪試圖制止，他認為刑求違反憲法且不人道。隨著時間的緊迫，H的刑求更加殘酷。此時布洛迪發現尤瑟夫很可能故意被逮捕，並預計到他會被折磨。尤瑟夫隨後公布的要求：他希望美國總統向世界宣布停止資助在伊斯蘭國家的獨裁政府並撤回所有美軍。但現場的指揮官立即駁回他的要求，理由是美國不與恐怖分子談判。
布洛迪認為尤瑟夫其實在騙人，但尤瑟夫給了她一個地址來證明。布洛迪的人馬到場後，發現該場景和錄像帶中的畫面一模一樣。上屋頂後，正當布洛迪感到有些不對勁時，一個士兵不小心觸發了尤瑟夫早就設計好的開關，其所連接的C4炸藥立刻在附近的購物中心爆炸，殺死了53人。布洛迪在震怒下返回基地，氣憤地質問尤瑟夫並抓起一把手術刀刺向他。尤瑟夫非但不怕，還認為那些人是為正義而死，且自認其行為是聖戰。
時間只剩幾小時，H這時將尤瑟夫的妻子帶來，想藉傷害她來讓尤瑟夫吐實。但在場的人員，包括原先授權他刑求尤瑟夫的上校，都認為H太過殘暴，阻止了H。當他們正要將尤瑟夫的妻子帶離審訊室時，H突然拿刀割了尤瑟夫妻子的喉嚨，她便倒在尤瑟夫面前死去，尤瑟夫雖然悲痛，但仍然沒有合作。H告訴士兵將尤瑟夫的兩個孩子帶來，但這時士兵們已有些不信任，而H則保證他不會傷害孩子。H將尤瑟夫推出審問室來到玻璃窗前，自己則抓著兩個孩子進去。將門鎖上後，H突然拿出膠帶表示如果尤瑟夫不透露炸彈位置將會折磨他的小孩。尤瑟夫終於意志崩潰並給出3個地址（在紐約，洛杉磯和達拉斯），但H卻不停止，認為還有第四顆核彈(因失踪的核原料約有18磅，但一顆核彈只4.5磅，總共13.5磅，有4.5磅消失了）。H堅持，尤瑟夫沒有透漏第四顆核彈，是因為怕自己無法忍受痛苦，所以拿來以防萬一。
此時軍方用槍射開了門鎖，將失控的H壓制，並把孩子帶走。H認為一切都已無可挽救，索性將尤瑟夫鬆綁，沒想到尤瑟夫搶起一把手槍自盡了。布洛迪則將孩子們帶離了基地。
最後，正當軍警們因及時拆除三枚核彈而歡呼時，藏在暗處的第四枚核彈爆炸了。

## 演員
- 山繆·傑克森 飾 H
- 麥可·辛 飾 尤瑟夫
- 凱莉-安·摩絲 飾 海倫·布洛迪
- 布蘭登·勞斯 飾 傑克遜探員
- 吉爾·貝羅斯 飾 文森特探員
- 馬丁·多諾萬 飾 聯邦調查局洛杉磯分部主管

## 外部連結
- 互联网电影数据库（IMDb）上《戰略特勤組》的资料（英文）